# Мардехе
Мардехе (перс. مردخه) — село в Ірані, у дегестані Джірдег, у Центральному бахші, шагрестані Шафт остану Ґілян. За даними перепису 2006 року, його населення становило 888 осіб, що проживали у складі 233 сімей.

## Клімат
Середня річна температура становить 14,24 °C, середня максимальна – 28,10 °C, а середня мінімальна – -0,83 °C. Середня річна кількість опадів – 845 мм.
| Клімат поселення                              | Клімат поселення | Клімат поселення | Клімат поселення | Клімат поселення | Клімат поселення | Клімат поселення | Клімат поселення | Клімат поселення | Клімат поселення | Клімат поселення | Клімат поселення | Клімат поселення | Клімат поселення |
| Показник                                      | Січ.             | Лют.             | Бер.             | Квіт.            | Трав.            | Черв.            | Лип.             | Серп.            | Вер.             | Жовт.            | Лист.            | Груд.            |                  |
| Середній максимум, °C                         | 9,63             | 10,24            | 12,48            | 18,24            | 22,30            | 25,93            | 28,10            | 27,63            | 23,62            | 21,19            | 16,94            | 12,26            |                  |
| Середня температура, °C                       | 4,40             | 5,02             | 7,24             | 13,02            | 17,08            | 20,70            | 23,70            | 23,23            | 19,22            | 16,80            | 12,54            | 7,86             |                  |
| Середній мінімум, °C                          | −0,83            | −0,22            | 2,02             | 7,79             | 11,84            | 15,50            | 19,31            | 18,83            | 14,83            | 12,40            | 8,14             | 3,47             |                  |
| Норма опадів, мм                              | 89               | 72               | 73               | 55               | 39               | 24               | 17               | 37               | 80               | 121              | 107              | 131              |                  |
| Середньомісячна швидкість вітру, м/с          | 2.25             | 2.33             | 2.40             | 2.30             | 2.30             | 2.60             | 2.52             | 2.40             | 2.10             | 2.00             | 1.90             | 1.92             |                  |
| Середньомісячна сонячна радіація, кДж/м²·день | 6939             | 9104             | 11211            | 15808            | 20073            | 22531            | 23174            | 19783            | 16245            | 11188            | 8715             | 6665             |                  |
| --------------------------------------------- | ---------------- | ---------------- | ---------------- | ---------------- | ---------------- | ---------------- | ---------------- | ---------------- | ---------------- | ---------------- | ---------------- | ---------------- | ---------------- |
| Джерело:                                      |                  |                  |                  |                  |                  |                  |                  |                  |                  |                  |                  |                  |                  |